# Kita-daitō
Kita-daitō (japanisch 北大東島, -jima / -shima, wörtlich: „Nord-Daitō-Insel“, früher: Nord-Borodino-Insel) ist die zweitgrößte und nördlichste Insel der japanischen Daitō-Inseln in der Philippinensee. Administrativ gehört die Insel zur Präfektur Okinawa und bildet dort, gemeinsam mit der unbewohnten Insel Oki-daitō, die Gemeinde Kitadaitō (北大東村).

## Geographie
Die Insel liegt 9 km nördlich von Minami-daitō, der größten Insel der Inselgruppe sowie etwa 360 km östlich von Naha auf Okinawa, dem Sitz der Präfektur. Wie alle Daitō-Inseln ist auch Kita-daitō ein gehobenes Atoll mit einer steilen Kliffküste aus Kalkstein – dem ehemaligen Saumriff des Atolls – sowie einer tiefer liegenden Ebene – der ehemaligen Lagune – im Inneren der Insel. Kita-daitō hat eine Länge von 4,85 km, einen Umfang von 13,52 km und weist eine Fläche von 11,93 km² auf. Die von einem Korallenriff umgebene Insel erreicht an der Küste eine Höhe von bis zu 74 m über dem Meer. Die 604 (Stand: 1. März 2021) Bewohner leben in einem Dorf im Zentrum der Insel.

Ansichten
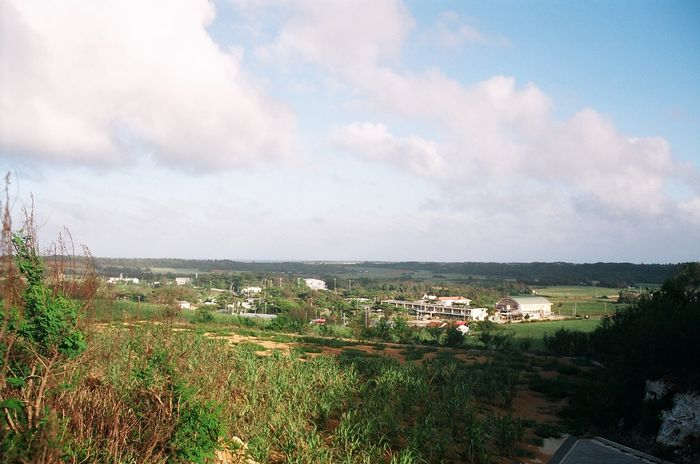
Das Dorf im tiefer liegenden Inselinneren
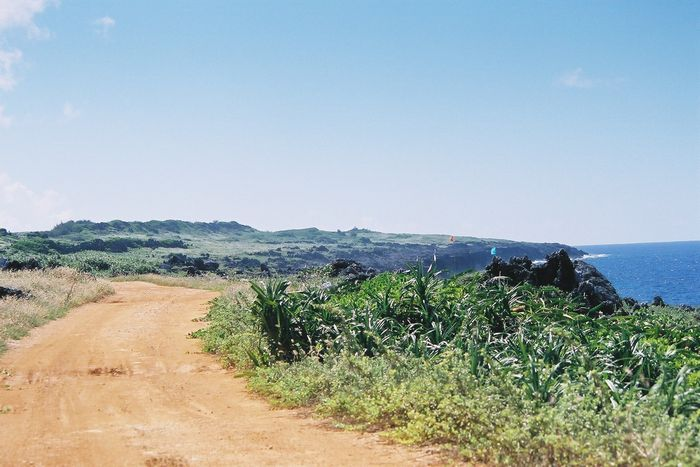
Auf dem gehobenen Riffkranz

## Geschichte
Möglicherweise wurden die ursprünglich unbewohnten Inseln Kita- und Minami-daitō bereits am 28. Juli 1587 vom  Spanier Pedro de Unamuno entdeckt und Islas sin Probecho getauft. Trotz falscher Koordinaten gilt eine Sichtung des britischen Kapitäns John Meares vom 5. April 1788, der die Inseln Grampus Isles taufte, als gesichert. Am 2. Juli 1820 wurden die beiden dicht beisammenliegenden Inseln vom russischen Leutnant Sachar Ponafidin wiederentdeckt, nach seinem Schiff Borodino benannt und ihre Position korrekt bestimmt. 1899 begann die japanische Besiedlung der Insel; in der Folge begann der Abbau von Guano sowie der Anbau hauptsächlich von Zuckerrohr. 1971 wurde im Osten der Insel ein Flughafen (IATA-Code: KTD, ICAO-Code: RORK) mit einer 1500 m langen Landebahn eröffnet.